# Théodose II
Pour les articles homonymes, voir Théodose et Théodose le Jeune.
Théodose II (en latin : Flavius Theodosius Iunior Augustus), né le 10 avril 401 et mort le 28 juillet 450, est un empereur de l'Empire romain d'Orient (Empire byzantin). Il règne de 408 à sa mort. Son règne se caractérise par l'influence exercée par les fonctionnaires civils sur les affaires de l'État. Sa politique religieuse constitue un tournant dans l'évolution de l'Empire romain. En effet, il met en place l'essentiel de la législation visant à interdire le paganisme, et il intervient régulièrement dans la gestion des affaires de l'Église. Ce sera aussi notamment durant son règne que sera érigé le célèbre triple mur théodosien, les murailles de Constantinople, qui permettra à l'empire de survivre à au moins une trentaine de sièges.

## Biographie
Fils de Flavius Arcadius, petit-fils de Théodose Ier, il succède à son père à l'âge de sept ans. Il règne d'abord sous la régence du préfet du prétoire Anthémius (408-414) puis sous celle de sa sœur aînée Pulchérie, élevée au rang d'Augusta. Prince faible, comme son père, Théodose II reste toujours sous l'influence de son entourage. De 414 à 421, c'est Pulchérie qui exerce un rôle dominant, transformant la cour en quasi-monastère du fait de son caractère dévot. En 421 elle fait épouser à son frère la fille d'un rhéteur d'Athènes nommé Léontias, Eudocie. Théodose II est aussi sous l'influence de Cyrus de Panopolis, égyptien originaire de Panopolis (qui prend de l'ascendant sur l'empereur quand le cubiculaire Antiochus est écarté, et qui occupe la préfecture du prétoire de 439 à 441), sous celle, également, de Nomus, maître des offices de 443 à 446, et sous celle, enfin, de son ami l'eunuque Chrysaphios.

## Règne
Son règne se caractérise par la suprématie de son entourage civil, familial ou non, dans la gestion des affaires de l'État.

### Famille
Durant les premières années de son règne, il est le jouet de multiples influences, familiales ou non.
De 421 à 433, l'influence d'Eudoxie, épouse de Théodose II, éclipse celle de Pulchérie jusqu'à ce que de fausses accusations d'infidélités entraînent son exil à Jérusalem. Pulchérie reprend alors sa place à la cour mais pour constater que l'influence principale dorénavant est entre les mains des eunuques impériaux, en particulier Chrysaphios. Théodose II et son entourage familial (notamment son épouse Eudocie, fille du rhéteur Léontias) sont à l'origine de la création de l'université de Constantinople en 425.
À côté de ces influences familiales, Théodose II subit également l'influence de ses proches conseillers, notamment les préfets du prétoire, Anthémius, puis Cyrus de Panopolis, ou l'eunuque Chrysaphios.
De plus, comme tous les monarques de son temps, il utilise sa famille pour renforcer les liens dynastiques avec son homologue occidental ; en effet, il marie sa fille Licinia Eudoxia avec Valentinien III, son cousin.

### Querelles religieuses
Son règne est agité par les querelles religieuses du nestorianisme opposant Cyrille d'Alexandrie au patriarche de Constantinople Nestorius et par des violences dirigées contre les Juifs et les païens.
Pour y faire face, Théodose II convoque le concile d'Éphèse en 431 qui condamne le nestorianisme, puis le synode local de Constantinople en 448 qui condamne Eutychès et sa doctrine du monophysisme et un nouveau concile à Éphèse en 449 où Eutychès, qui possède des appuis dans l'entourage de l'empereur malgré l'hostilité de Pulchérie, l'emporte, n'hésitant pas à utiliser la violence contre ses adversaires (d'où le nom de « deuxième concile d'Éphèse »), entraînant un premier heurt avec Rome.
Dans le même temps, l'empereur intervient contre l'arianisme.
De plus, il participe à la nomination des patriarches, comme en 449 pour la désignation du patriarche de Constantinople, dont il fait reconstruire la basilique, détruite par un incendie en 404.
Contre les tenants du paganisme, ses conseillers mettent en place la législation anti-païenne, que ses successeurs modifient à peine. Ainsi, il promulgue de nombreux édits dirigés contre les prêtres et les païens : il interdit les sacrifices, oblige les prêtres à résider loin des lieux de cultes, aboutissant à mettre en place une sévère ségrégation, puis, en 435, ordonnant la destruction des temples.
Sur le plan iconographique dans les églises, il interdit en l'an 427 de figurer la Croix sur le sol. Elle doit être figurée dans les portions les plus honorables des édifices de culte. Cette interdiction sera maintenue sous le règne de Valentinien III.

### Activité législative
Influencé par ses épouses successives, comme par ses proches conseillers, Théodose II fait rédiger en 426 la loi des citations et en 438 le Code de Théodose (Codex Theodosianus), qui contient toutes les Constitutions impériales promulguées depuis 312.
Le Code de Théodose reprend pour une bonne part les dispositions législatives antérieures, notamment les dispositions les plus hostiles au paganisme.

### Politique extérieure
Le règne de Théodose II est marqué à l'extérieur par une double victoire contre les Sassanides en 421 et 441 mais surtout par ses relations complexes avec l'Empire hunnique de Ruga, Bleda puis Attila.
Si Ruga meurt dans une expédition contre l'Empire romain son neveu et successeur Bleda (conjointement avec son frère Attila) triomphe, plus diplomatiquement que militairement d'ailleurs, et de 435 à 440 voit Théodose II verser un important tribut et promettre de ne plus s'allier aux peuples germaniques hostiles aux Huns. Cependant, la pression des Huns lui permet d'agrandir son Empire par la cession, au profit de l'Empire romain, de la totalité de l'Illyrie, alors partagé entre les deux Empires.
En 440, profitant de l'attaque sassanide sur l'Arménie, dont l'Empire triomphe en 441, Bleda attaque de nouveau l'Empire romain et s'empare d'un butin important. En 445-446 Attila, qui vient d'assassiner son frère, devenant ainsi le seul roi des Huns, s'empare du sud de la Pannonie. Afin de maintenir la fiction de la présence romaine, Théodose II le nomme « maître de la milice ». Profitant du tremblement de terre qui détruit une partie des murailles de Constantinople, le 27 janvier 447, Attila attaque de nouveau l'Empire romain mais sans grands résultats sinon que de voir l'Empire cesser de payer son tribut. Des négociations s'ouvrent et, en 449, Théodose envoie une ambassade, dirigée par Priscus et Maximin, qui accepte de payer de nouveau un tribut.
C'est dans ce contexte que Théodose II meurt des suites d'un accident de cheval en 450. Pulchérie lui succède, d'abord seule, puis avec son époux Marcien, jusqu'à son décès en 453. Elle refuse tout nouveau paiement d'un tribut à Attila.
Cependant, la pression hunnique, qui se manifeste surtout dans la seconde moitié du règne de Théodose II, ne l'empêche pas d'envoyer des renforts à son homologue occidental : ainsi, en 410, il envoie un contingent de 4 000 soldats soutenir Flavius Honorius, menacé dans Ravenne.
Cette politique n'est possible que parce que l'empereur mène une politique de renforcement systématique de la frontière militaire, le limes, accentuée après 443, date du retrait des Huns et de leur départ vers l'Occident.

### Mort et succession
Sa mort soudaine, le 28 juillet 450, ouvre une crise de succession, rapidement surmontée.
En effet, Théodose II n'ayant pas de fils, son successeur, Marcien, un militaire de rang moyen, est choisi par Aspar, puis marié fictivement à la sœur de l'empereur défunt, Pulchérie, permettant de perpétuer la fiction de la dynastie théodosienne.

## Postérité et mémoire

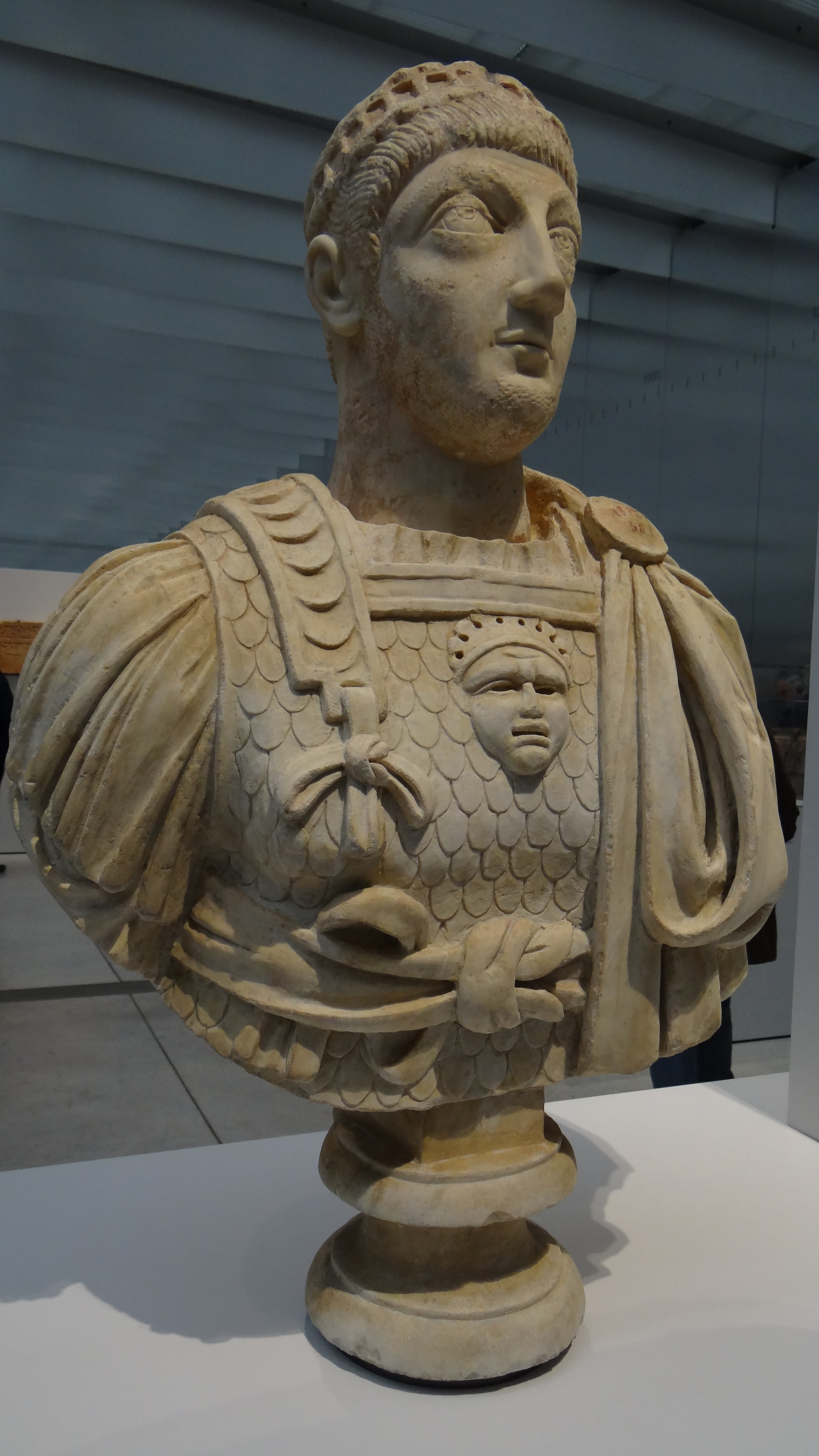
Italie vers 440 – prince de la famille de l'empereur byzantin Théodose II (408-450) – exposition du Louvre-Lens dans La galerie du temps.

Si les auteurs chrétiens se réjouissent de la dévotion et de la piété du « plus doux de tous les hommes » comme le qualifie Socrate le Scholastique au terme du panégyrique qu'il dresse de l'empereur dans son Histoire ecclésiastique (VII, 42), les historiens modernes estiment que celui qui reçut le surnom de « Calligraphe » est loin de posséder les qualités d'un chef d'État et le voient plutôt confiné dans une fonction représentative ; Ernest Stein le considère comme « débonnaire et insignifiant » ; au XVIIIe siècle, l'historien anglais Edward Gibbon trace de lui un portrait peu flatteur, le décrivant sous les traits d'un perpétuel enfant, « entouré d'une troupe servile de femmes et d'eunuques ».
Son œuvre législative cependant reste déterminante et préfigure celle de Justinien.

## Noms et titres

### Noms successifs
- 401, naît FLAVIUS THEODOSIUS
- 408, accède à l'empire, IMPERATOR•CAESAR•FLAVIUS•THEODOSIUS•AUGUSTUS.

### Titres et magistratures
- Consul en 407, 409, 411, 412, 415, 416, 418, 420, 422, 425, 426, 430, 433, 435, 438, 439, 444.

## Sources
- Cécile Morrisson (dir.), Le Monde byzantin, tome I : « L'Empire romain d'Orient 330-641 », PUF, 2e édition, 2012.
- Michel Mourre, Dictionnaire encyclopédique historique, Bordas, 1996.
- Ernest Stein, Histoire du Bas-Empire, I. De l'État romain à l'État byzantin, 284-476, Amsterdam, 1968, éd. française établie par Jean-Rémy Palanque.
- Encyclopædia Universalis, Thesaurus, index R-Z, 1990.